# Coppa del Mondo di cricket femminile 1988
La Coppa del Mondo di cricket femminile 1988 fu la quarta edizione del torneo mondiale di cricket per donne. Fu disputata dal 29 novembre al 18 dicembre 1988 in Australia e vide la partecipazione di 5 squadre.
La finale fu per la quarta volta consecutiva una sfida tra inglesi e australiane, come nelle due precedenti edizioni la vittoria andò alla squadra australiana che si aggiudicò il titolo. Al terzo posto si piazzò la Nuova Zelanda che sconfisse nella finale di consolazione la selezione irlandese.

## Partecipanti
- Inghilterra
- Australia
- Nuova Zelanda
- Irlanda
- Paesi Bassi

## Formula
Le 5 squadre partecipanti si affrontarono in un grande girone all'italiana con partite di andata e ritorno. Al termine del girone le prime due classificate si qualificarono per la finale, la terza e la quarta classificata disputarono la finale per il terzo posto.

## Torneo

### Girone Unico

#### Partite
| Data             | Luogo                                            | In battuta (nel I innings)             | Al lancio (nel I innings)           | Risultato                       |
| ---------------- | ------------------------------------------------ | -------------------------------------- | ----------------------------------- | ------------------------------- |
| 29 novembre 1988 | Willetton Sports Club 1 Perth, Australia         | Australia 284/1 (60 overs)             | Paesi Bassi 29/all out (25.1 overs) | AUS vince di 255 runs Referto   |
| 29 novembre 1988 | Willetton Sports Club 2 Perth, Australia         | Nuova Zelanda 232/4 (60 overs)         | Irlanda 78/9 (60 overs)             | NZL vince di 154 runs Referto   |
| 30 novembre 1988 | Willetton Sports Club 1 Perth, Australia         | Nuova Zelanda 186/all out (59.3 overs) | Inghilterra 187/7 (58.2 overs)      | ENG vince di 3 wickets Referto  |
| 30 novembre 1988 | Willetton Sports Club 2 Perth, Australia         | Irlanda 196/5 (60 overs)               | Paesi Bassi 110/7 (60 overs)        | IRL vince di 86 runs Referto    |
| 3 dicembre 1988  | North Sydney Oval Sydney, Australia              | Australia 210/all out (60 overs)       | Inghilterra 84/8 (60 overs)         | AUS vince di 126 runs Referto   |
| 4 dicembre 1988  | North Sydney Oval Sydney, Australia              | Irlanda 78/8 (60 overs)                | Australia 81/0 (20.4 overs)         | AUS vince di 10 wickets Referto |
| 4 dicembre 1988  | North Sydney Oval 2 Sydney, Australia            | Nuova Zelanda 297/5 (60 overs)         | Paesi Bassi 87/all out (51 overs)   | NZL vince di 210 runs Referto   |
| 5 dicembre 1988  | North Sydney Oval Sydney, Australia              | Irlanda 126/all out (57.5 overs)       | Inghilterra 127/3 (43.3 overs)      | ENG vince di 7 wickets Referto  |
| 6 dicembre 1988  | North Sydney Oval Sydney, Australia              | Paesi Bassi 97/all out (60 overs)      | Inghilterra 98/1 (29.3 overs)       | ENG vince di 9 wickets Referto  |
| 7 dicembre 1988  | Manuka Oval Canberra, Australia                  | Australia 167/9 (60 overs)             | Nuova Zelanda 121/8 (60 overs)      | AUS vince di 46 runs Referto    |
| 9 dicembre 1988  | Carey Grammer School Oval 1 Melbourne, Australia | Paesi Bassi 143/all out (60 overs)     | Irlanda 146/5 (56.4 overs)          | IRL vince di 5 wickets Referto  |
| 10 dicembre 1988 | Albert Cricket Ground Melbourne, Australia       | Australia 211/3 (60 overs)             | Nuova Zelanda 136/6 (60 overs)      | AUS vince di 75 runs Referto    |
| 11 dicembre 1988 | Richmond Cricket Ground Melbourne, Australia     | Inghilterra 167/8 (overs)              | Australia 152/all out (57.4 overs)  | ENG vince di 15 runs Referto    |
| 11 dicembre 1988 | Albert Cricket Ground Melbourne, Australia       | Nuova Zelanda 217/6 (60 overs)         | Irlanda 106/8 (60 overs)            | NZL vince di 111 runs Referto   |
| 13 dicembre 1988 | Carey Grammer School Oval 1 Melbourne, Australia | Irlanda 109/9 (60 overs)               | Inghilterra 110/0 (25.3 overs)      | ENG vince di 10 wickets Referto |
| 13 dicembre 1988 | Carey Grammer School Oval 2 Melbourne, Australia | Nuova Zelanda 255/2 (60 overs)         | Paesi Bassi 78/all out (59.1 overs) | NZL vince di 177 runs Referto   |
| 14 dicembre 1988 | Carey Grammer School Oval 2 Melbourne, Australia | Australia 258/4 (60 overs)             | Paesi Bassi 85/all out (53.3 overs) | AUS vince di 173 runs Referto   |
| 14 dicembre 1988 | Carey Grammer School Oval 1 Melbourne, Australia | Inghilterra 177/all out (59.4 overs)   | Nuova Zelanda 178/5 (55 overs)      | NZL vince di 5 wickets Referto  |
| 16 dicembre 1988 | Carey Grammer School Oval 1 Melbourne, Australia | Irlanda 88/all out (56.2 overs)        | Australia 89/0 (21.4 overs)         | AUS vince di 10 wickets Referto |
| 16 dicembre 1988 | Carey Grammer School Oval 2 Melbourne, Australia | Inghilterra 278/3 (60 overs)           | Paesi Bassi 98/9 (60 overs)         | ENG vince di 180 runs Referto   |

#### Classifica
| Legenda dei colori                                    |
| ----------------------------------------------------- |
| Squadre qualificate in finale per il titolo mondiale  |
| Squadre qualificate alla finale per il III e IV posto |
| Squadre eliminate                                     |

| Team          | Pld | W | L | T | NR | Pts |
| ------------- | --- | - | - | - | -- | --- |
| Australia     | 8   | 7 | 1 | 0 | 0  | 28  |
| Inghilterra   | 8   | 6 | 2 | 0 | 0  | 24  |
| Nuova Zelanda | 8   | 5 | 3 | 0 | 0  | 20  |
| Irlanda       | 8   | 2 | 6 | 0 | 0  | 8   |
| Paesi Bassi   | 8   | 0 | 8 | 0 | 0  | 0   |

### Finali

#### Finale per il III posto
| Data             | Luogo                                        | In battuta (nel I innings)     | Al lancio (nel I innings) | Risultato                    |
| ---------------- | -------------------------------------------- | ------------------------------ | ------------------------- | ---------------------------- |
| 17 dicembre 1988 | Richmond Cricket Ground Melbourne, Australia | Nuova Zelanda 208/6 (60 overs) | Irlanda 138/7 (60 overs)  | NZL vince di 70 runs Referto |

#### Finale
| Data             | Luogo                                         | In battuta (nel I innings)   | Al lancio (nel I innings)    | Risultato                      |
| ---------------- | --------------------------------------------- | ---------------------------- | ---------------------------- | ------------------------------ |
| 18 dicembre 1988 | Melbourne Cricket Ground Melbourne, Australia | Inghilterra 127/7 (60 overs) | Australia 129/2 (44.5 overs) | AUS vince di 8 wickets Referto |